# Arisztid Dessewffy

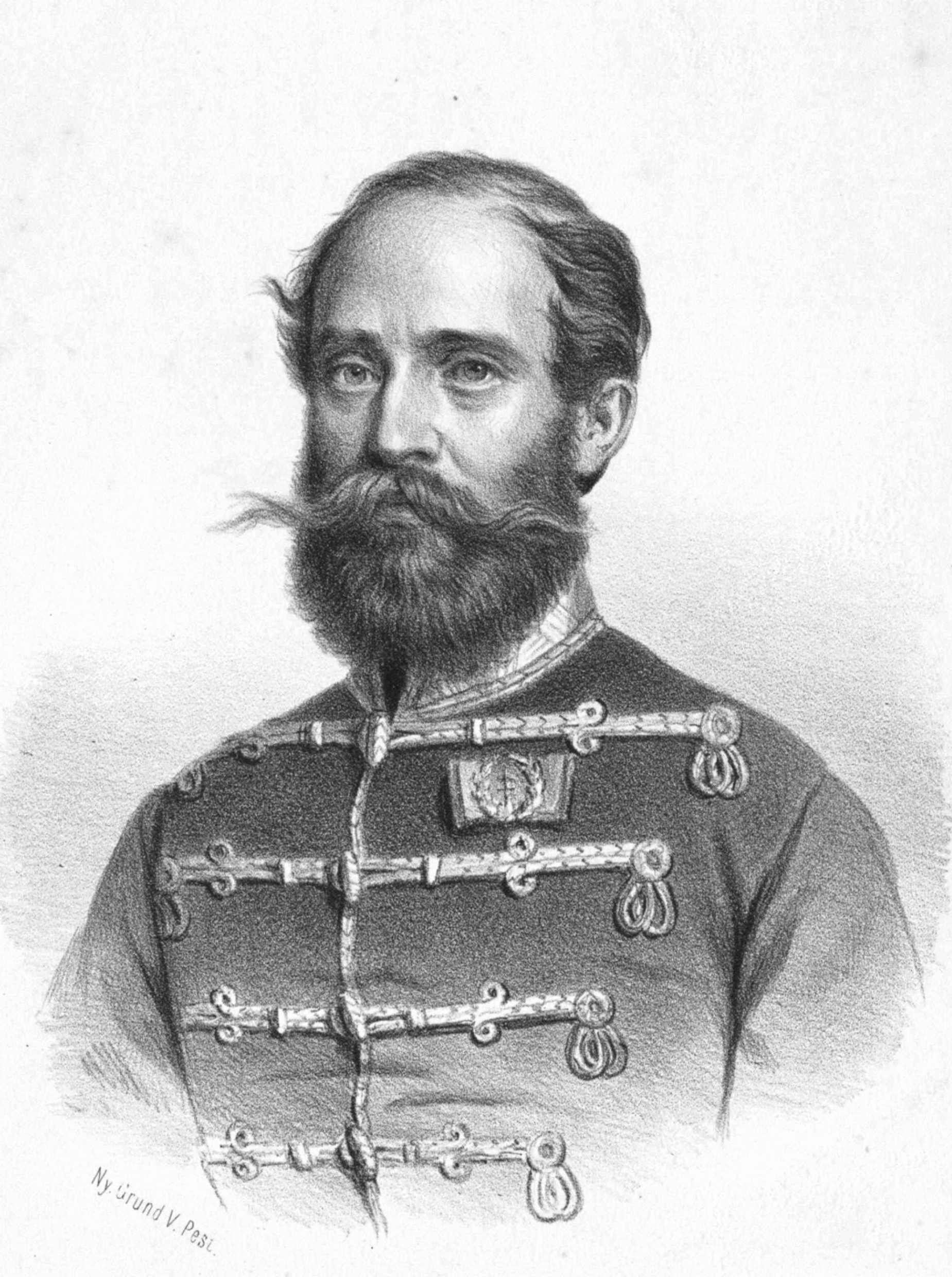
Arisztid Dessewffy

Arisztid Dessewffy de Csernek et Tarkő ([ˈɒristid ˈdɛʒøːfi]; * 2. Juli 1802 in Csákány, Königreich Ungarn; † 6. Oktober 1849 in Arad) war ein ungarischer General und kämpfte im Unabhängigkeitskrieg gegen die Österreicher. Er wurde für seinen Anteil an der ungarischen Revolution von 1848 hingerichtet und gehört zu den 13 Märtyrern von Arad.

## Leben
Arisztid Dessewffy wurde in die wohlhabende ungarische, evangelische Abaúj-Familie hineingeboren. Sein Vater war Gáspár Dessewffy (1778–1854) und seine Mutter war Julianna Kubinyi (1770–1815). Arisztid absolvierte das Gymnasium in Kaschau und Eperjes (Prešov) und bewarb sich mit 18 Jahren zum Dienst im Kadettenkorps des 5. Husarenregiments (Radetzky) der Kaiserlichen Armee. Während der langen Friedenszeit nach den napoleonischen Kriegen diente er im 5. Artilleriekorps und im 5. Husarenregiment. Er favorisierte jedoch auf Dauer keine militärische Karriere und wurde 1839 im Rang eines Hauptmanns außer Dienst gestellt, heiratete und begann in Eperjes mit der Landwirtschaft. Seine Frau und Kinder starben alle vor der Revolution.
Nach dem Ausbruch der Revolution von 1848 trat er am 22. September als Major der Nationalgarde wieder in den Militärdienst ein und war an der Organisation der Miliz des Kreises Saros beteiligt. Am 26. November wurde er zum Oberstleutnant und Brigadekommandeur des Oberen-Theiß-Korps befördert.
Dessewffy nahm am 11. Dezember 1848 unter der Führung von Oberst Sándor Pulszky an der Schlacht von Budamér teil und wurde am 4. Januar 1849 für seine Tapferkeit und Beharrlichkeit in den Kämpfen nördlich von Kaschau (Košice, Kassa) ausgezeichnet, nachdem er seine Truppen unter minimalen Verlusten erfolgreich gegen das kaiserliche Korps unter General Schlik geführt hatte. Er beteiligte sich danach an der Reorganisation des selbständigen Korps an der Oberen Theiß und kämpfte weiterhin siegreich gegen General Schlik. Am 14. Februar 1849 wurde Dessewffy zum Oberst befördert. Am 18. Februar manövrierte er bei Kompolt als Befehlshaber einer Kavalleriebrigade erfolgreich gegen eine ganze kaiserliche Division. Er zeichnete sich in mehreren Schlachten des Frühjahrsfeldzugs aus und erhielt am 18. April den ungarischen Militärverdienstorden III. Klasse. Am 30. April wurde er zum Kommandeur der Kavalleriedivision des 1. Korps ernannt, die während der folgenden Belagerung von Budapest teilnahm. Am 2. Juni erhielt er seine Ernennung zum Generalmajor. Darauf ging er am 5. Juli 1849 eine zweite Ehe mit Emma Szinnyei Merse ein.
Anfang Juli wurde er als oberster Kavalleriekommandeur in Nordost-Ungarn beauftragt, den Vormarsch der russischen Truppen zu verhindern. Die Kavallerie war am 20. Juli maßgeblich an der Schlacht bei Tura verwickelt. Er bekam dann den Befehl über das 9. Korps und nahm am 5. August unter Henryk Dembiński an der Schlacht von Szőreg und dann am 9. August an der Schlacht bei Temesvár  teil. Er übergab das Kommando über sein restliches Korps am 16. August an Oberst Vilmos Lázár.

## Tod
Dessewffy kapitulierte am 19. August bei Karánsebes vor den kaiserlichen Truppen von General Simbschen. Das Militärgericht von Arad verurteilte Dessewffy zum Tod durch den Strang. General Franz von Liechtenstein konnte das Gericht jedoch davon überzeugen, sie durch ein Erschießungskommando hinzurichten, was als respektabler angesehen wurde. Dessewffy wurde in der zweiten Vierergruppe von einem Erschießungskommando hingerichtet. Die Hingerichteten wurden rund um die Burg von Arad begraben. Dessewffys Leichnam wurde später von seiner Familie exhumiert und heimlich aus der Burg gebracht. Er ruht seit 1850 auf dem Margonyai-Anwesen.